# دودمان ژولیو کلودین
دودمان ژولیو کلودین نخستین دودمان امپراتوری در روم بود که شامل پنج امپراتور آگوستوس، تیبریوس، کالیگولا، کلودیوس و نرون بود. آنها از سال ۲۷ پیش از میلاد (آغاز حکومت آگوستوس) تا سال ۶۸ میلادی (خودکشی نرون) برای ۹۵ سال بر امپراتوری روم حکم می‌راندند. نام «دودمان ژولیو کلودین» یک نام تاریخ‌نگاری است که از دو خاندان سلطنتی اصلی خاندان ژولیا (سزارهای ژولیی) و خاندان کلودیا (سزارهای کلودیی) نشأت گرفته‌است.